# أي شوان
أي شوان (بالصينية: 艾軒) هو رسام صيني، ولد في 11 نوفمبر 1947 في جينهوا في الصين.